# Jean-Baptiste Lagimodière
Pour les articles homonymes, voir Lagimodière.
 Jean-Baptiste Lecompte de Lavimaudière (Lagimonière et Lavimodière) (25 décembre 1778 – 7 septembre 1855 à  Saint-Boniface, Colonie de la rivière Rouge, maintenant au Manitoba) est un trappeur et explorateur canadien. 

## Biographie
Il est né, selon les sources, à Trois-Rivières ou à Saint-Antoine-sur-Richelieu le 25 décembre 1778 de Jean-Baptiste Lecompte de Lavimodière et de Marie-Josèphe Jarret dit Beauregard. Après une union vers 1796 avec une femme autochtone, il épouse à Maskinongé (maintenant au Québec), le 21 avril 1806, Marie-Anne Gaboury. Trappeur canadien et cultivateur, Jean-Baptiste Lagimonière a été employé dans le commerce de la fourrure par la compagnie de la baie d'Hudson dans la terre de Rupert.
Lagimodière est remarqué en tant que le grand-père maternel du Chef des Métis Louis Riel et comme le mari de Marie-Anne Gaboury, la première femme canadienne-française à voyager et à coloniser l'Ouest canadien. Les Gaboury-Lagimodière étaient également, en 1812, les pionniers de la Colonie de la rivière Rouge, près de l'actuelle ville de Winnipeg (Manitoba).
Il accomplit en 1815-1816 un voyage à pied jusqu'à Montréal pour prévenir Thomas Douglas (Lord Selkirk) que des troubles avaient éclaté dans la colonie.
Il est l'un des fondateurs de Saint-Boniface, maintenant au Manitoba.